# Gravhalstunneln
Gravhalstunneln på 5 311 meter, blev klar 1906 och är den längsta tunneln på den ursprungliga Bergensbanen i Norge, och var den längsta i Norden fram till 1964. 
Det tog sex år att bygga tunneln, trots att den senaste tekniken med bland annat elektriskt drivna tryckluftborrar användes. Arbetet måste ligga nere på vintern eftersom de tillförselvägar som byggts inte kunde användas då. Kostnaderna var runt 3 miljoner norska kronor, mindre än vad man antagit.
Numera finns längre tunnlar på Bergensbanen: Finsetunneln och Ulrikentunneln. Persontågen från Oslo till Bergensbanen går dessutom genom Lieråsentunneln på Drammenbanen som är längre än någon tunnel på Bergensbanen.